# 줄리 린 홈스
줄리 린 홈스(영어: Julie Lynn Holmes, 1951년 3월 24일 ~ )는 미국의 피겨 스케이팅 선수이다. 그녀는 세계 피겨 스케이팅 선수권 대회에서 한개의 은메달과 한개의 동메달을 획득하고 1972년 동계 올림픽에 출전했다. 처음에는 낸시 러시의 지도를 받다가 그다음 카를로 파시의 지도를 받았다. 홈스는 국내 선수권 대회에서 보다 세계 무대에서 더 많은 행운이 있지만, 그녀는 동료 미국인 재닛 린의 그림자에서 일반적으로 스케이트를 탔다.

## 대회 성적
| Event            | 1965 | 1966 | 1967 | 1968 | 1969 | 1970 | 1971 | 1972 |
| ---------------- | ---- | ---- | ---- | ---- | ---- | ---- | ---- | ---- |
| 동계 올림픽      |      |      |      |      |      |      |      | 4위  |
| 세계 선수권 대회 |      |      |      |      | 4위  | 3위  | 2위  |      |

## 참조
- "Holmes Newman puts faith and family first", Skating, 2007년 10월